# Stanisław Ulam
Stanisław Marcin Ulam (Lemberg, 13 de abril de 1909 – Santa Fé, 13 de maio de 1984) foi um cientista polonês-americano nas áreas de matemática e física nuclear. Participou do Projeto Manhattan, originou o projeto Teller-Ulam de armas termonucleares, descobriu o conceito do autômato celular, inventou o método de cálculo de Monte Carlo e sugeriu a propulsão de pulso nuclear. Em matemática pura e aplicada, ele provou alguns teoremas e propôs várias conjecturas.

## Vida
Nascido em uma rica família judia polonesa, Ulam estudou matemática no Instituto Politécnico de Lwów, onde obteve seu doutorado em 1933 sob a supervisão de Kazimierz Kuratowski. Em 1935, John von Neumann, que Ulam havia conhecido em Varsóvia, o convidou para ir ao Instituto de Estudos Avançados em Princeton, Nova Jersey, por alguns meses. De 1936 a 1939, ele passou os verões na Polônia e anos acadêmicos na Universidade de Harvard em Cambridge, Massachusetts, onde trabalhou para estabelecer resultados importantes sobre a teoria ergódica. Em 20 de agosto de 1939, ele viajou para os Estados Unidos pela última vez com seu irmão Adam Ulam, de 17 anos. Tornou-se professor assistente na Universidade de Wisconsin-Madison em 1940 e cidadão dos Estados Unidos em 1941.

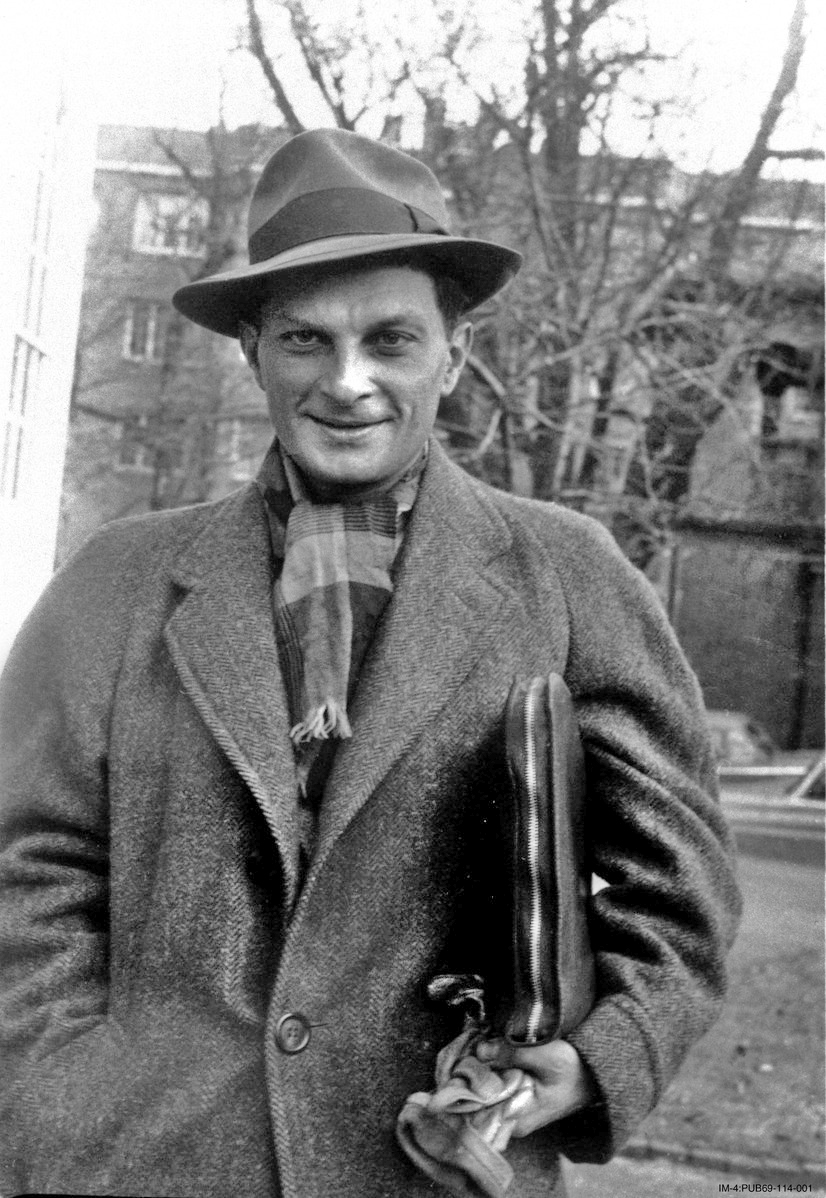
Stanisław Ulam, ca. 1945

Em outubro de 1943, ele recebeu um convite de Hans Bethe para se juntar ao Projeto Manhattan no secreto Laboratório Los Alamos, no Novo México. Lá, ele trabalhou nos cálculos hidrodinâmicos para prever o comportamento das lentes explosivas necessárias para uma arma do tipo implosão. Ele foi designado para o grupo de Edward Teller, onde trabalhou na "Super" bomba de Teller para Teller e Enrico Fermi. Após a guerra, ele saiu para se tornar um professor associado da Universidade do Sul da Califórnia, mas retornou a Los Alamos em 1946 para trabalhar em armas termonucleares. Com a ajuda de um quadro de "computadores" femininos, incluindo sua esposa Françoise Aron Ulam, ele descobriu que o design "Super" de Teller era impraticável. Em janeiro de 1951, Ulam e Teller criaram o projeto Teller-Ulam, que é a base para todas as armas termonucleares.
Ulam considerou o problema da propulsão nuclear de foguetes, que foi perseguido pelo Projeto Rover, e propôs, como alternativa ao foguete térmico nuclear da Rover, aproveitar pequenas explosões nucleares para propulsão, que se tornou o Projeto Orion. Com Fermi, John Pasta e Mary Tsingou, Ulam estudou o problema de Fermi–Pasta–Ulam–Tsingou, que se tornou a inspiração para o campo da ciência não linear. Ele é provavelmente mais conhecido por perceber que os computadores eletrônicos tornaram prático a aplicação de métodos estatísticos a funções sem soluções conhecidas e, à medida que os computadores se desenvolveram, o método de Monte Carlo tornou-se uma abordagem comum e padrão para muitos problemas.

## Publicações
- Kac, Mark; Ulam, Stanisław (1968). Mathematics and Logic: Retrospect and Prospects. New York: Praeger. ISBN 978-0-486-67085-0. OCLC 24847821
- Ulam, Stanisław (1974).  Beyer, W. A.; Mycielski and, J.; Rota, G.-C., eds. Sets, Numbers, and Universes: selected works. Col: Mathematicians of Our Time. 9. [S.l.]: The MIT Press, Cambridge, Mass.-London. ISBN 978-0-262-02108-1. MR 0441664
- Ulam, Stanisław (1960). A Collection of Mathematical Problems. New York: Interscience Publishers. OCLC 526673
- Ulam, Stanisław (1983). Adventures of a Mathematician. New York: Charles Scribner's Sons. ISBN 978-0-684-14391-0. OCLC 1528346 (autobiografia).
- Ulam, Stanisław (1986). Science, Computers, and People: From the Tree of Mathematics. Boston: Birkhauser. ISBN 978-3-7643-3276-1. OCLC 11260216
- Ulam, Stanisław; Ulam, Françoise (1990). Analogies Between Analogies: The Mathematical Reports of S.M. Ulam and his Los Alamos Collaborators. Berkeley: University of California Press. ISBN 978-0-520-05290-1. OCLC 20318499